# Медовка (Армения)
Медовка (арм. Մեդովկա) — село в Лорийской области Армении. Ранее, до 1995 года в Таширском районе, до 1991 в Калининском районе.
Село основано русскими молоканами в 19 веке. На данный момент большинство населения села армяне.

## География
Село находится в северной части Лорийской области, недалеко от границы с Грузией.